# Dankers
Der vornehmlich niederdeutsche Familienname Dankers stellt sich in eine Gruppe mit Namen wie Dankert, Danckert, Dankerts und Danckerts und leitet sich patronymisch von den althochdeutschen wie altsächsischen Personennamen Dankhart oder auch Dankwart ab, wobei der Wortbestandteil dank so viel wie Gedanke oder Wille bedeutet, während wart in etwa Hüter und hart stark oder mutig bedeutet.
Heute findet man noch Angehörige der Adelsfamilie Dankers in München, Harsefeld, Hamburg, Deinste, Raesfeld, Schwinge, Bossel Heidenau, Hollnseth, Hemmoor, Korschenbroich und Simmerath.

## Namensträger
- Arne Dankers (* 1980), kanadischer Eisschnellläufer
- Nancy Dankers (1949–2005), niederländische Politikerin
- Oskars Dankers (1883–1965), lettischer General